# Drosophila mediovittata
Drosophila mediovittata är en tvåvingeart som beskrevs av Frota-pessoa 1954. Drosophila mediovittata ingår i släktet Drosophila och familjen daggflugor.
Artens utbredningsområde är Brasilien.